# Asseiceira (Rio Maior)
Asseiceira é uma povoação portuguesa sede da Freguesia de Asseiceira do Município de Rio Maior, freguesia com 16,77 km² de área e 1124 habitantes (censo de 2021), tendo, por isso, uma densidade populacional de 67 hab./km².
A freguesia foi criada em 1984, pela lei nº 68/84, de 31 de dezembro, com lugares desanexados da Freguesia de Rio Maior.
A freguesia é atravessada pela antiga EN1.
Entre os principais eventos desta freguesia está o seu Carnaval e as celebrações religiosas no Santuário das aparições marianas.

## Demografia
A população registada nos censos foi:
| Distribuição da População por Grupos Etários | Distribuição da População por Grupos Etários | Distribuição da População por Grupos Etários | Distribuição da População por Grupos Etários | Distribuição da População por Grupos Etários |
| -------------------------------------------- | -------------------------------------------- | -------------------------------------------- | -------------------------------------------- | -------------------------------------------- |
| Ano                                          | 0-14 Anos                                    | 15-24 Anos                                   | 25-64 Anos                                   | > 65 Anos                                    |
| 2001                                         | 132                                          | 104                                          | 498                                          | 144                                          |
| 2011                                         | 149                                          | 105                                          | 556                                          | 207                                          |
| 2021                                         | 194                                          | 102                                          | 592                                          | 236                                          |

## Atividades económicas
- Agro-pecuária, panificação, indústria de alumínios, pré-esforçados (até 2013) e extractiva, imobiliária, construção civil, mecânica automóvel, comércio, serviços e restauração

## Festas e romarias
- São Domingos (1.º domingo de agosto)
- Santo André (1.º domingo de junho)

## Património cultural e edificado
- Santuário de Asseiceira
- Capela de São Domingos
- Capela de Santo André

## Gastronomia
- Tiborna, arroz à resineiro e galo com nozes

## Artesanato
- Rendas, bordados e pintura à mão em cerâmica

## Colectividades
- Comissão de melhoramento e progresso de Asseiceira
- Associação cultural e recreativa de Ribeira de Santo André
- Clube caçadores de Asseiceira
- Grupo de jovens da freguesia de Asseiceira "Zona A"
- Cooperativa de artesanato, artes e oficios da freguesia de Asseiceira "Pé descalço"

## Principais Lugares da freguesia
- Asseiceira
- Casais Varões
- Ribeira de Santo André